# Finales de la NBA de 2003
Las Finales de la NBA de 2003 fueron las series definitivas de los playoffs del 2003 y suponían la conclusión de la temporada 2002-03 de la NBA. San Antonio Spurs de la Conferencia Oeste se enfrentó a New Jersey Nets de la Conferencia Este en el campeonato para el título, los Spurs poseerían la ventaja de campo. Las series se jugarían siguiendo el formato al mejor de siete. Spurs ganaría 4 a 2. El ala-pívot de los Spurs, Tim Duncan, sería nombrado MVP de las Finales.

## Camino a las finales

### San Antonio Spurs
La temporada 2002-03 había empezado de forma memorable para los San Antonio Spurs ya que sería la primera que disputaría en el nuevo SBC Center. Sin embargo, a pesar de que en esta temporada había novedades, también suponía el fin de algunas cosas. Durante la temporada, la estrella de los Spurs David Robinson anunció que esta temporada sería su última. Durante las últimas temporadas, la productividad de Robinson se había visto disminuida debido a las lesiones, perdiéndose 18 partidos en su última temporada, y promediando solo 8.5 puntos por partido. A pesar de esto, Robinson se retiraría manteniendo los récords de la franquicia de los Spurs en cuanto a anotaicón, rebotes, robos y tapones. Los Spurs tuvieron una temporada muy satisfactoria, acabando con 60-22, empatando junto con Dallas Mavericks en el mejor récord conseguido en la NBA en ese año. Los playoffs empezaron mal para los Spurs que perdieron su primer partido en primera ronda ante los Phoenix Suns en la prórroga. Sin embargo los Spurs conseguirían ganar la serie en seis partidos. La segunda ronda puso a los Spurs cara a cara con los defensores del título, Los Angeles Lakers. Después de empatar los dos primeros partidos, los Spurs no volverían a perder pasando de esta manera a las Finales de la Conferencia Oeste. Allí su rival sería Dallas Mavericks. Los Spurs empezarían mal de nuevo perdiendo el primer partido de tres puntos, pero tomarían el control de las series a partir de este momento, consiguiendo ganar los siguientes tres partidos. Después de perder el partido 5 en casa 103-91, los Spurs perderían de 15 puntos en al último cuarto en el sexto partido, pero una gran racha anotadora de Steve Kerr taladrando el aro con cuatro triples consecutivos permitió a San Antonio avanzar a sus segundas Finales NBA en la historia de la franquicia.

### New Jersey Nets
Por su parte New Jersey Nets, que habían perdido ante los Lakers en las Finales anteriores, estaban dispuestos a probar que eran serios pretendientes al título, a pesar de la falta de competitividad en la Conferencia Este. Los Nets finalizarían la temporada con un balance de 49-33, suficiente para colocarse como segundo clasificado en el Este. Después de empatar los cuatro primeros partidos ante Milwaukee Bucks en la primera ronda, los Nets tomarían completamente el control, ganando las series en 6 partidos. Más adelante los Nets no pasarían ningún apuro para llegar hasta las Finales derrotando a Boston Celtics y a Detroit Pistons sin perder un solo partido y consiguiendo así su segundo y consecutivo título de la Conferencia Este.

## Resumen de los partidos

### Partido 1
| 4 de junio                         | New Jersey Nets                                                                                                  | 89–101             | San Antonio Spurs | |  |  |
|                                    | |                    | | |  |  |
|                                    | Estadísticas Martin 22; Harris 15; Jefferson 15 Kenyon Martin 12; Jason Collins 9 Jason Kidd 10; Jason Collins 3 | Recap Pts Reb Asts | Estadísticas Duncan 32; Parker 16; Robinson 14 Tim Duncan 20; Manu Ginóbili 7 Duncan 6; Jackson 5; Parker 5 Tapones: Tim Duncan 7 | Pabellón: AT&T Center, San Antonio (Texas) Árbitros: - Dick Bavetta - Joe Crawford - Joe DeRosa Televisión: ABC |  |  |
| San Antonio lideraba la serie, 1-0 | |                    | | |  |  |
|                                    | |                    | | |  |  |

### Partido 2
| 6 de junio                        | New Jersey Nets                                                                           | 87–85              | San Antonio Spurs | |  |  |
|                                   |                                                                                           |                    | | |  |  |
|                                   | Estadísticas Kidd 30; Martin 14; Harris 10 Kidd 7; Harris 7 Kenyon Martin 4; Jason Kidd 3 | Recap Pts Reb Asts | Estadísticas Parker 21; Duncan 19; Jackson 16 Tim Duncan 12; David Robinson 8 Parker 5; Duncan 3 Pérdidas: Stephen Jackson 7 | Pabellón: AT&T Center, San Antonio (Texas) Árbitros: - Dan Crawford - Bob Delaney - Bennett Salvatore Televisión: ABC |  |  |
| New Jersey empataba la serie, 1-1 |                                                                                           |                    | | |  |  |
|                                   |                                                                                           |                    | | |  |  |

### Partido 3
| 8 de junio                         | San Antonio Spurs | 84–79                    | New Jersey Nets | |  |  |
|                                    | |                          | | |  |  |
|                                    | Estadísticas Tony Parker 26; Tim Duncan 21 Tim Duncan 16; Jackson 6 Tim Duncan 7; Tony Parker 6 Pérdidas: Duncan 5; Jackson 4 | Recap Pts Reb Asts Otros | Estadísticas Martin 23; Kittles 21; Kidd 12 Kenyon Martin 11; Jefferson 9 Jason Kidd 11; Lucious Harris 3 Robos: Kenyon Martin 4; Kittles 3 | Pabellón: Izod Center, New Jersey Árbitros: - Ron Garretson - Steve Javie - Jack Nies Televisión: ABC |  |  |
| San Antonio lideraba la serie, 2-1 | |                          | | |  |  |
|                                    | |                          | | |  |  |

### Partido 4
| 11 de junio                       | San Antonio Spurs | 76–77                    | New Jersey Nets | |  |  |
|                                   | |                          | | |  |  |
|                                   | Estadísticas Tim Duncan 23; David Robinson 14 Tim Duncan 17; David Robinson 7 Stephen Jackson 3; Parker 3 Tapones: Duncan 7; Jackson 1 | Recap Pts Reb Asts Otros | Estadísticas Martin 20; Jefferson 18; Kidd 16 Kenyon Martin 13; Jefferson 10 Jason Kidd 9; Kenyon Martin 3 Tapones: Aaron Williams 4; Mutombo 3 | Pabellón: Izod Center, New Jersey Árbitros: - Mike Callahan - Bernie Fryer - Eddie F. Rush Televisión: ABC |  |  |
| New Jersey empataba la serie, 2-2 | |                          | | |  |  |
|                                   | |                          | | |  |  |

### Partido 5
| 13 de junio                        | San Antonio Spurs | 93–83                    | New Jersey Nets | |  |  |
|                                    | |                          | | |  |  |
|                                    | Estadísticas Duncan 29; Rose 14; Parker 14 Tim Duncan 17; Jackson 7 Duncan 4; Parker 4 Pérdidas: Duncan 6; Jackson 4 | Recap Pts Reb Asts Otros | Estadísticas Kidd 29; Jefferson 19 Martin 9; Kidd 7; Williams 7 Jason Kidd 7; Jefferson 4 Pérdidas: Kenyon Martin 8 | Pabellón: Izod Center, New Jersey Árbitros: - Dick Bavetta - Joe Crawford - Bennett Salvatore Televisión: ABC |  |  |
| San Antonio lideraba la serie, 3-2 | |                          | | |  |  |
|                                    | |                          | | |  |  |

### Partido 6
| 15 de junio                    | New Jersey Nets                                                                    | 77–88              | San Antonio Spurs | |  |  |
|                                |                                                                                    |                    | | |  |  |
|                                | Estadísticas Kidd 21; Kittles 16; Jefferson 13 Martin 10; Jefferson 7 Jason Kidd 7 | Recap Pts Reb Asts | Estadísticas Duncan 21; Jackson 17 Tim Duncan 20; Robinson 17 Duncan 10; Claxton 4 Tapones: Tim Duncan 8; Malik Rose 2 | Pabellón: AT&T Center, San Antonio (Texas) Árbitros: - Dan Crawford - Bob Delaney - Ron Garretson Televisión: ABC |  |  |
| San Antonio ganó la serie, 4-2 |                                                                                    |                    | | |  |  |
|                                |                                                                                    |                    | | |  |  |